# Алиј (Нијевр)
Алиј (фр. Alluy) насеље је и општина у источном делу централне Француске у региону Бургундија-Франш-Конте, у департману Нијевр која припада префектури Шато Шенон (град).
По подацима из 2011. године у општини је живело 408 становника, а густина насељености је износила 14,87 становника/km². Општина се простире на површини од 27,44 km². Налази се на средњој надморској висини од 255 метара (максималној 287 m, а минималној 221 m).

## Демографија
| 1962. | 1968. | 1975. | 1982. | 1990. | 1999. | 2011. |
| ----- | ----- | ----- | ----- | ----- | ----- | ----- |
| 492   | 526   | 521   | 443   | 449   | 403   | 408   |

График промене броја становника у току последњих година